# Nuria Pomares
Núria Pomares.Bailarina. Cursó estudios de Danza Española y Ballet Clásico en la Real Escuela Superior de Arte Dramático y Danza de Madrid. Debutó en 1991 en el Lincoln Center NYC. Ha bailado en la ópera "La dueña" de Robert Gerhard, en los Teatro de la Zarzuela y Gran Teatre del Liceu. Participó como bailarina en el Coloquio Internacional "La Danza y lo Sagrado" patrocinado por la Unesco.
Ha sido bailarina solista de la compañía José Antonio y los Ballets Españoles en el espectáculo "Aires de Villa y Corte". Durante 4 años baila con Joaquín Cortés en "Pasión Gitana" entre otros en el Royal Albert Hall, Radio City Music Hall, Luna Park (Buenos Aires), Tokio Forum,y Festival Spoleto.Baila como artista invitada en la Gala de Estrellas del Festival de Otoño de Madrid. 1999. Interpreta el rol de "Candela" de El amor brujo en el 50.º Festival de Ópera de La Coruña (2000).
Baila como solista en el Ballet Nacional de España .Primera bailarina en las óperas "Goyescas" de Enrique Granados y "La vida breve" de Manuel de Falla. Crea su propia compañía (2003) con el espectáculo Al Son de Ti con coreografías propias.
Desde 2002 y hasta la actualidad baila en La vida breve (ópera) de Manuel de Falla, con Orquesta Sinfónica de Boston, Tanglewood Festival -Boston- Dresden Filarmonica (enlace roto disponible en Internet Archive; véase el historial, la primera versión y la última)., Filarmónica de Oslo, RAI, Orchestre de Paris, Israel Philharmonic Orchestra (enlace roto disponible en Internet Archive; véase el historial, la primera versión y la última). y New York Philharmonic → New York Times entre otras. Es invitada en 2009 por Plácido Domingo en su espectáculo "From my Latin Soul" en Washington D. C.
Ese mismo año baila La vida breve,* en el Auditorio Príncipe Felipe, de Oviedo, con motivo de los Premios Príncipe de Asturias. (Reseña) En 2010 baila La Vida Breve en Copenhague y Malmö. Es invitada en la Gala Anual 75th Season (2010) de la Israel Philharmonic Orchestra bailando piezas de la ópera "Carmen", y La vida breve, con dirección de Zubin Mehta. Es invitada por Plácido Domingo con la New York Philharmonic en el concierto de San Valentín 2011. New York Times Baila La vida breve en el Theatre Mariinsky, San Petersburgo.
Dirige su propia escuela de danza creada en 1983.
- Web NY Times. La vida breve

- Nuria Pomares WEB New York Philharmonic